# Quimiotrófico
Quimiotróficos são os organismos cuja fonte de energia são compostos químicos, podendo se diferenciar em: quimiorganotróficos e quimiolitotróficos. A quimiolitotrofia é uma das formas de metabolismo em organismos procariontes, como espécies de Bacteria e Archea, na qual a obtenção de energia é realizada através de reação de oxidação de compostos inorgânicos como hidrogênio (H2),  compostos reduzidos de enxofre (ácido sulfídrico - H2S), íons ferro (Fe2+), amônia (NH3) como pode ser exemplificado nas reações abaixo:
2NH3 + 4O2 → 2HNO3 + 2H2O
H2S + 2O2 → H2SO4
Pesquisas já relataram que mesmo sob crescimento lento, organismos quimiolitotróficos conseguem viver numa profundidade de 5 km abaixo da terra, não ocorrendo competição com os organismos quimiorganotróficos já que substâncias como H2 e H2S são produtos secretados pelos mesmos. Ou seja, os quimiolitotróficos desenvolveram a capacidade de explorar substâncias que os organotróficos não conseguem utilizar.